# Surfer Girl (singolo)
Surfer Girl è un singolo del gruppo rock statunitense The Beach Boys, pubblicato nel 1963 ed estratto dall'album omonimo.
Il brano è stato scritto e prodotto da Brian Wilson.

## Tracce
- 7"

1. Surfer Girl
2. Little Deuce Coupe